# Beautiful Creatures - La sedicesima luna
Beautiful Creatures - La sedicesima luna (Beautiful Creatures) è un film del 2013 scritto e diretto da Richard LaGravenese, adattamento cinematografico del romanzo La sedicesima luna di Kami Garcia e Margaret Stohl.
I protagonisti del film sono Alice Englert e Alden Ehrenreich.

## Trama
A Gatlin, nella Carolina del Sud, l'adolescente Ethan Wate si risveglia da un sogno ricorrente di una ragazza che non ha mai incontrato. Si dispera per la sua esistenza in una piccola città e sogna di partire per il college, iniziando così una nuova vita. Il suo primo giorno del terzo anno, una nuova arrivata Lena Duchaness assomiglia moltissimo alla ragazza che Ethan ha sognato. Durante la giornata di scuola, altri studenti spettegolano sullo zio solitario di Lena, Macon Ravenwood, suggerendo che nella sua famiglia siano adoratori del diavolo. Sulla strada di casa, Ethan quasi la investe. Per scusarsi le offre un passaggio a casa dove i due si legano agli interessi.
In classe, alcune studentesse insistono sul fatto che non possono stare in classe con Lena e pregano di essere protetti da lei e dalla sua famiglia. Visibilmente scossa Lena perde il controllo e le finestre della sua classe vanno in frantumi, aumentando paure e sospetti che sia una strega. Ethan e Lena diventano amici e lui le regala un medaglione che ha trovato a Greenbriar. Entrambi toccando il medaglione innescano un flashback condiviso sulla Guerra Civile.
Macon, disapprovando la loro relazione, cospira con l'amica di famiglia di Ethan, Amma, per separarli. Lena dice a Ethan che lei e la sua famiglia sono maghi in grado di eseguire incantesimi e magie. Al suo sedicesimo compleanno, come tutti i maghi, sarà reclamata o dalla Luce o dalle Tenebre e la sua vera natura si rivelerà.
Le complicazioni sorgono quando due potenti maghe oscure mirano a spingere Lena nelle Tenebre: Ridley, cugina di Lena, e Sarafine, la madre di Lena e la più potente maga delle Tenebre, che ha posseduto la signora Lincoln, la madre dell'amico di Ethan, Link.
Sarafine prevede che Lena diventerà una potente maga, desiderando che Lena usi il suo potere per eliminare gli umani dalla Terra, lasciando solo i maghi. La coppia ha un altro flashback del proprio passato con il medaglione, rivelando che i loro antenati, la maga Genevieve Duchannes e il mortale soldato confederato Ethan Carter Wate, erano innamorati. Ethan è morto in battaglia e Genevieve lo ha rianimato. In questo modo ha lanciato una maledizione su tutte le donne Duchannes; si oscureranno il giorno del loro sedicesimo compleanno. Una Lena mortificata chiede aiuto ad Amma, essendo una veggente e custode della biblioteca della magia sotto la biblioteca comunale, che si estende in tutti gli Stati Uniti. Il più antico dei libri rivela il segreto per annullare la maledizione: qualcuno che Lena ama deve morire. Non volendo prendere la vita di Ethan, Lena cancella i suoi ricordi del loro amore.
Seducendo Link, Ridley gli dà un proiettile da usare nell'imminente rievocazione storica della Battaglia di Honey Hill della Guerra Civile, anche il sedicesimo compleanno di Lena, Lena sente lo shock della maledizione spezzata e corre da Ethan, stringendo il suo corpo morente come Ridley e Sarafine incoraggiala ad accettare le Tenebre. Si scaglia con rabbia, inviando un enorme tornado tra la folla, finché il corpo di Ethan non si trasforma in Macon, che si era travestito. Lui ha deciso di essere il sacrificio per spezzare la maledizione. Mentre sta morendo, rivela di aver promesso alla madre di Ethan di mantenere in vita suo figlio, rivelando che Macon e la madre del giovane erano un tempo innamorati. Queste parole morenti incoraggiano Lena a "reclamare se stessa" e fa scomparire la luna in modo che non possa reclamarla per le Tenebre. Permettendo a Ridley di fuggire, Lena estrae Sarafine dal corpo della signora Lincoln, sigillando con forza lo spirito della maga oscura.
Sei mesi dopo, un Ethan ancora affetto da amnesia fa visita ad Amma in biblioteca prima di un tour del college con Link. Lena, che è stata reclamata sia dalla Luce che dalle Tenebre (la prima in assoluto), gli regala un libro che avevano condiviso una volta. Quando Link ed Ethan raggiungono il confine della città, il segnale di uscita bruciato della città gli ricorda momentaneamente, scende dall'auto, gridando Lena, che sente la sua chiamata.

## Produzione
La Alcon Entertainment ha acquistato i diritti de La sedicesima luna nel 2009, trovando subito un accordo con Richard LaGravenese per scrivere e dirigere il film. Il casting per il film è iniziato alla fine del 2011. Nel febbraio 2012 Viola Davis è stata ingaggiata per il ruolo di Amma. Poco dopo, Jack O'Connell e Alice Englert hanno ottenuto i ruoli principali di Ethan Wate e Lena Duchannes. O'Connell ha poi abbandonato il film a causa di un conflitto di programmazione, venendo sostituito da Alden Ehrenreich. Il cast include inoltre Emma Thompson nel doppio ruolo di Sarafine e Mrs. Lincoln e Jeremy Irons come Macon Ravenwood, lo zio di Lena. Le riprese sono iniziate nel maggio 2012 a New Orleans e sono terminate a fine luglio.

## Colonna sonora
La colonna sonora di Beautiful Creatures è stata composta da thenewno2, band anglo/americana, formata da: Dhani Harrison (figlio di George Harrison dei Beatles), Jonathan Sadoff, Jeremy Faccone, Frank Zummo, Aaron Older e Paul Hicks (figlio di Tony Hicks degli Hollies).
Elenco dei brani che compongono la colonna sonora:
1. Interception
2. The Caster Theme
3. Breaking The Ice
4. Macon's Magic Wand
5. Dark Magic
6. Lena's Magic/The Love Theme
7. Swamptronica/Voudon
8. Make It Home (Ridley's Siren Remix)
9. Sarafine At Church
10. Holidays At Ravenwood
11. Family Dinner
12. Ridley's Claiming
13. The Spell That Left A Curse
14. Ridley Goes To The Pictures
15. Other Ways Someone Can Die To Us
16. Sarafine At The Door/Love Breaks The Spell
17. The Caster Library
18. Searching For The Curse
19. The Burning Sign
20. The Curse Reveals Itself (Tragic Love Theme)
21. Sacrifice
22. Ridley's Swamptronica
23. The Honey Hill Stomp
24. Lena Runs To Ethan
25. Lena's Love Rage/Macon's Addagio
26. Mother and Daughter
27. Run To Me
28. Never Too Late

## Distribuzione
Il primo trailer è stato distribuito il 20 settembre 2012, mentre il 21 novembre 2012 è stato diffuso il trailer in lingua italiana. La distribuzione era prevista in tutto il mondo il 13 febbraio. Negli Stati Uniti è stato distribuito il 14 febbraio, mentre in Italia il 21 febbraio.

## Accoglienza

### Incassi
Nonostante i critici abbiano recensito non troppo negativamente la pellicola, paragonandola ad uno dei lungometraggi della saga Twilight, il film ha incassato al botteghino soltanto 18.529.000,00 $ all'interno della stagione cinematografica U.S.A. 2013 (anno dell'uscita in sala della pellicola, incassi calcolati nel periodo dal 1/1/2013 al 31/12/2013), posizionandosi al 98º posto tra i 100 film con maggiore incasso sul totale.